# Офір Софер
Офір Софер (івр. אופיר סופר; нар. 1 серпня 1975) — ізраїльський політичний діяч, депутат 25-го Кнесету від партії «Га-Ціонут га-датіт». З 29 грудня 2022 року обіймає посаду міністра алії та інтеграції Ізраїлю. 

## Життєпис
Софер одружений, має 7 дітей і живе на півночі Ізраїлю в релігійному мошаві Тефагот. Він тунісько-єврейського походження.